# Potcoava (Olt)
Potcoava ist eine Kleinstadt im Kreis Olt in der Großen Walachei in Rumänien.

## Lage
Potcoava liegt in der Tiefebene Câmpia Boianului, einem Teil der Walachischen Tiefebene. Die Kreishauptstadt Slatina befindet sich etwa 20 km südwestlich.

## Geschichte
Potcoava wurde 1423 in einem Erlass des walachischen Fürsten Dan II. erstmals urkundlich erwähnt. Die älteste Kirche ist seit 1684 bezeugt, eine Schule 1813.
Der lange von der Landwirtschaft geprägte Ort änderte seinen Charakter, nachdem während des Zweiten Weltkrieges Erdöl- und Erdgasvorkommen entdeckt und seitdem auch ausgebeutet worden waren. Weitere wichtige Erwerbszweige sind die Lebensmittel- und die Textilindustrie.
2004 wurde Potcoava zur Stadt erklärt.

## Bevölkerung
1930 lebten auf dem Gebiet der heutigen Stadt etwa 4500 Bewohner. Bei der Volkszählung 2002 wurden in der Stadt 6111 Einwohner gezählt, darunter 5637 Rumänen und 472 Roma. Etwa 2600 lebten in Potcoava selbst, die übrigen in den vier eingemeindeten Ortschaften.

## Verkehr
Potcoava liegt an der Kreisstraße (drum județean) DJ703C und an der Bahnstrecke von Pitești nach Piatra-Olt. An den Bahnhöfen Potcoava und Sinești halten nur Nahverkehrszüge, derzeit (2009) ca. sechs pro Tag und Richtung. Es bestehen gute Busverbindungen nach Slatina.